# 丰库韦尔特
丰库韦尔特（法語：Fontcouverte，法語發音：[fɔ̃kuvɛʁt] ⓘ）是法国滨海夏朗德省的一个市镇，位于该省中南部，桑特市区东北，属于桑特区。

## 地理
丰库韦尔特（45°46'18"N, 0°35'29"W）面积11.58 平方千米，位于法国新阿基坦大区滨海夏朗德省，该省份为法国西部滨海省份，北起旺代省，西临大西洋，南至吉倫特省，东南接多爾多涅省，东北接德塞夫勒省接壤，东临夏朗德省。
与丰库韦尔特接壤的市镇（或旧市镇、城区）包括：夏朗德河畔比萨克、沙尼耶、拉沙佩勒德波、勒杜埃、桑特、韦内朗。

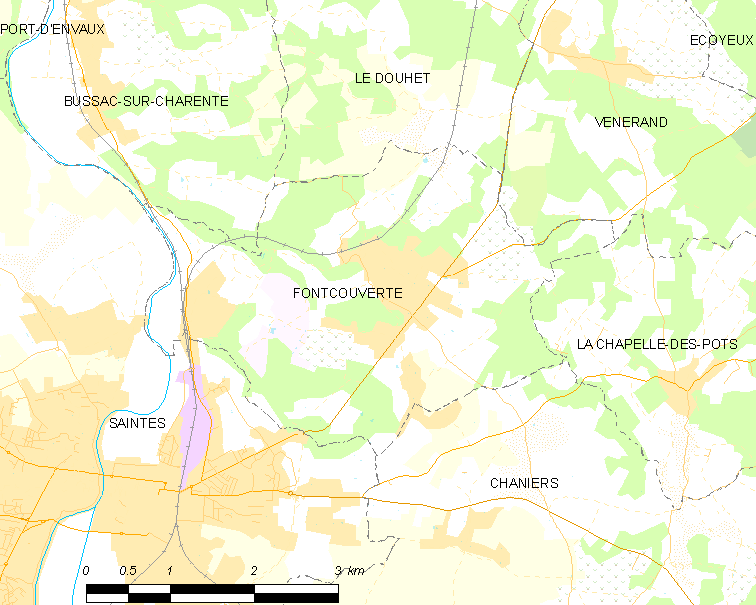
丰库韦尔特的OSM定位图

丰库韦尔特的时区为UTC+01:00、UTC+02:00（夏令时）。

## 行政
丰库韦尔特的邮政编码为17100，INSEE市镇编码为17164。

## 政治
丰库韦尔特所属的省级选区为沙尼耶县。

## 人口

1962-2008年间丰库韦尔特人口变化图示

丰库韦尔特于2022年1月1日时的人口数量为2313人。